# 太平橋駅 (北京地下鉄)
太平橋駅（たいへいきょう-えき）は中華人民共和国北京市西城区に位置する北京地下鉄19号線の駅。

## 歴史
- 2022年7月30日 - 開業。

## 駅構造

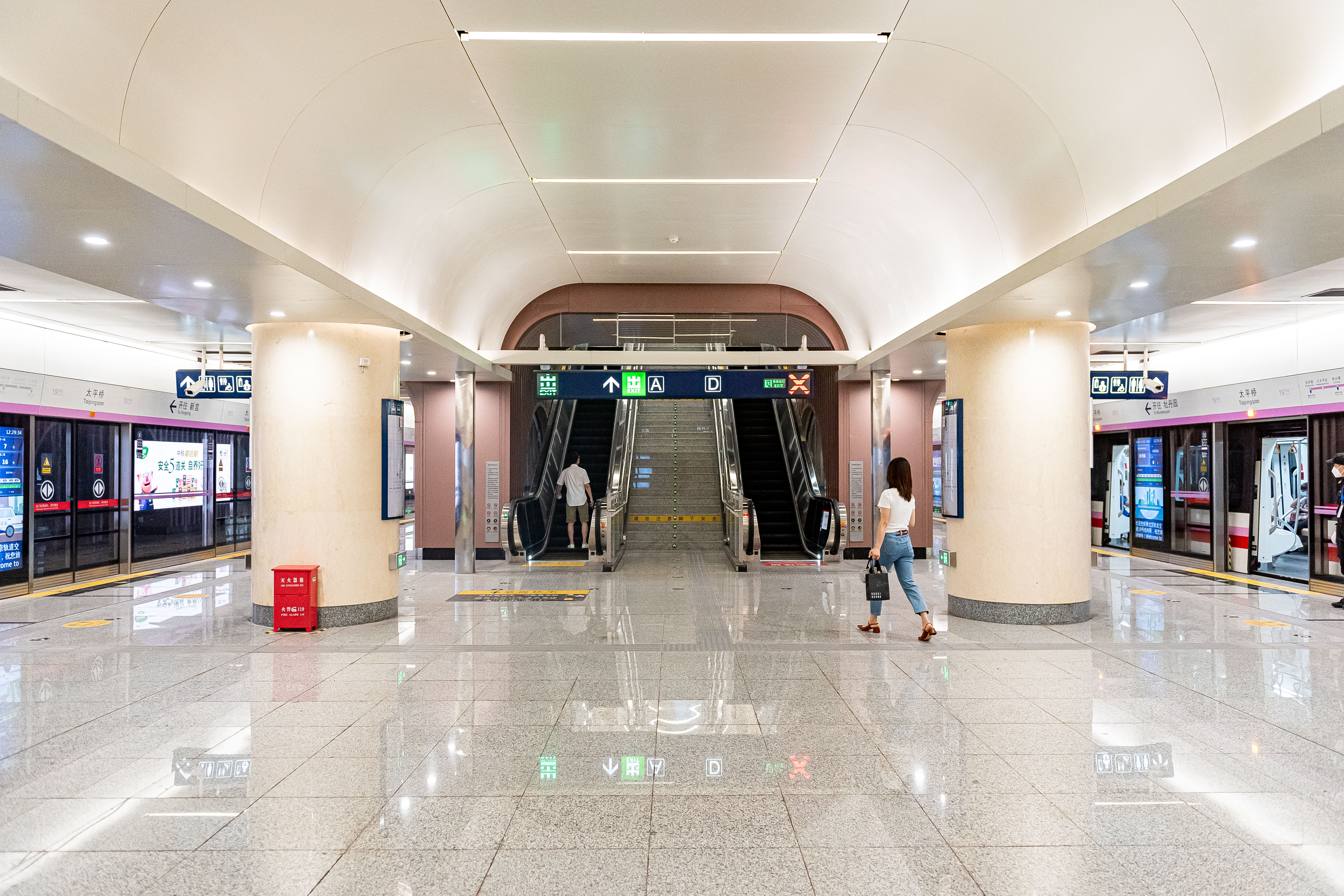
ホーム

島式ホーム1面2線の地下駅。

## 駅周辺
- 中国工商銀行
- 北京市第八中学（中国語版）
- 北京長途電話大楼（中国語版）
- 中国人民銀行本店
- 国家外国為替管理局
- 中国聯合通信
- 復興門駅（1号線・2号線）

## 隣の駅
北京地下鉄
■19号線
平安里駅 - 太平橋駅 - 牛街駅